# 한큐 페리

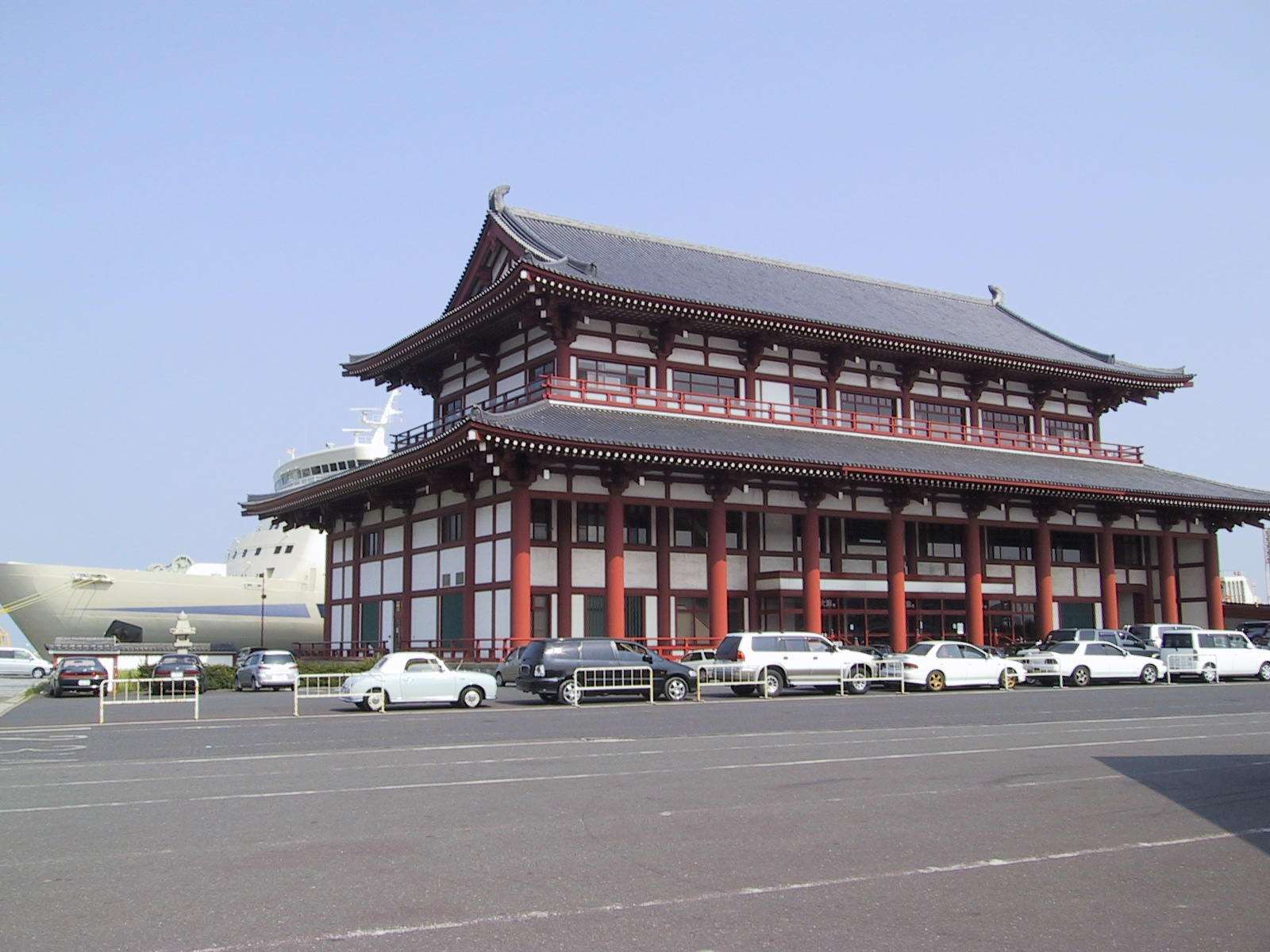
신모지 제1터미널 전경.

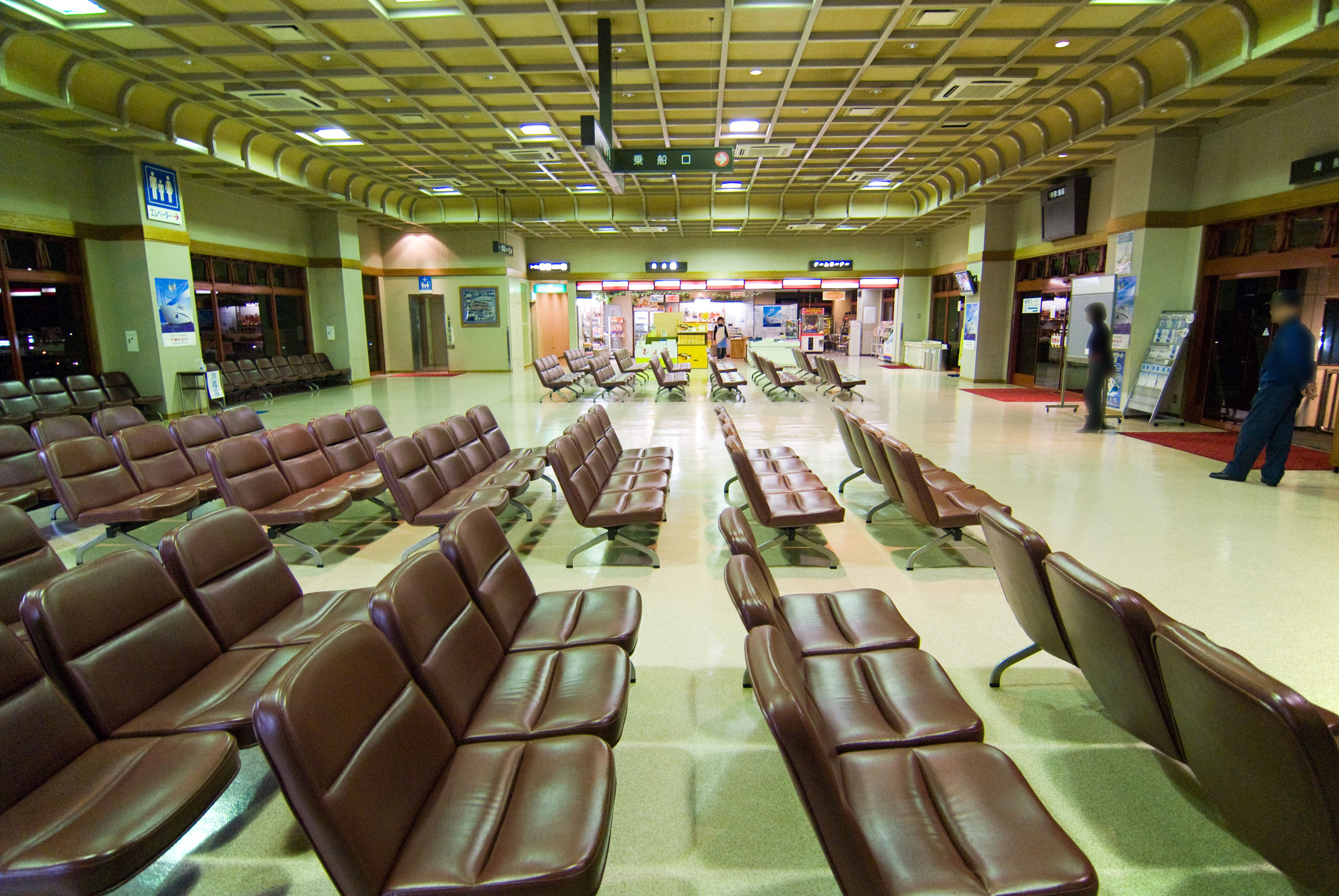
신모지 제1터미널 맞이방.

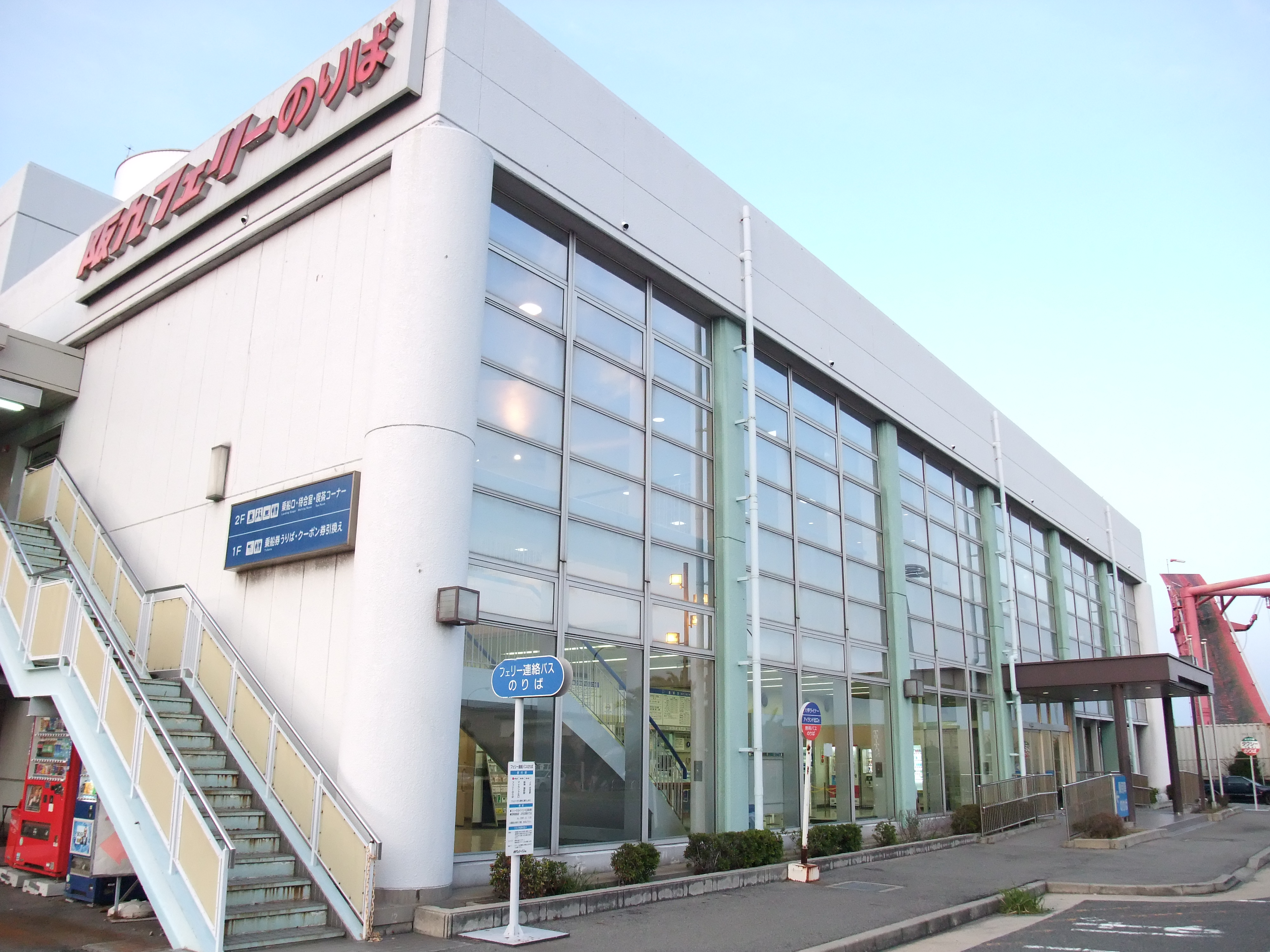
고베 터미널

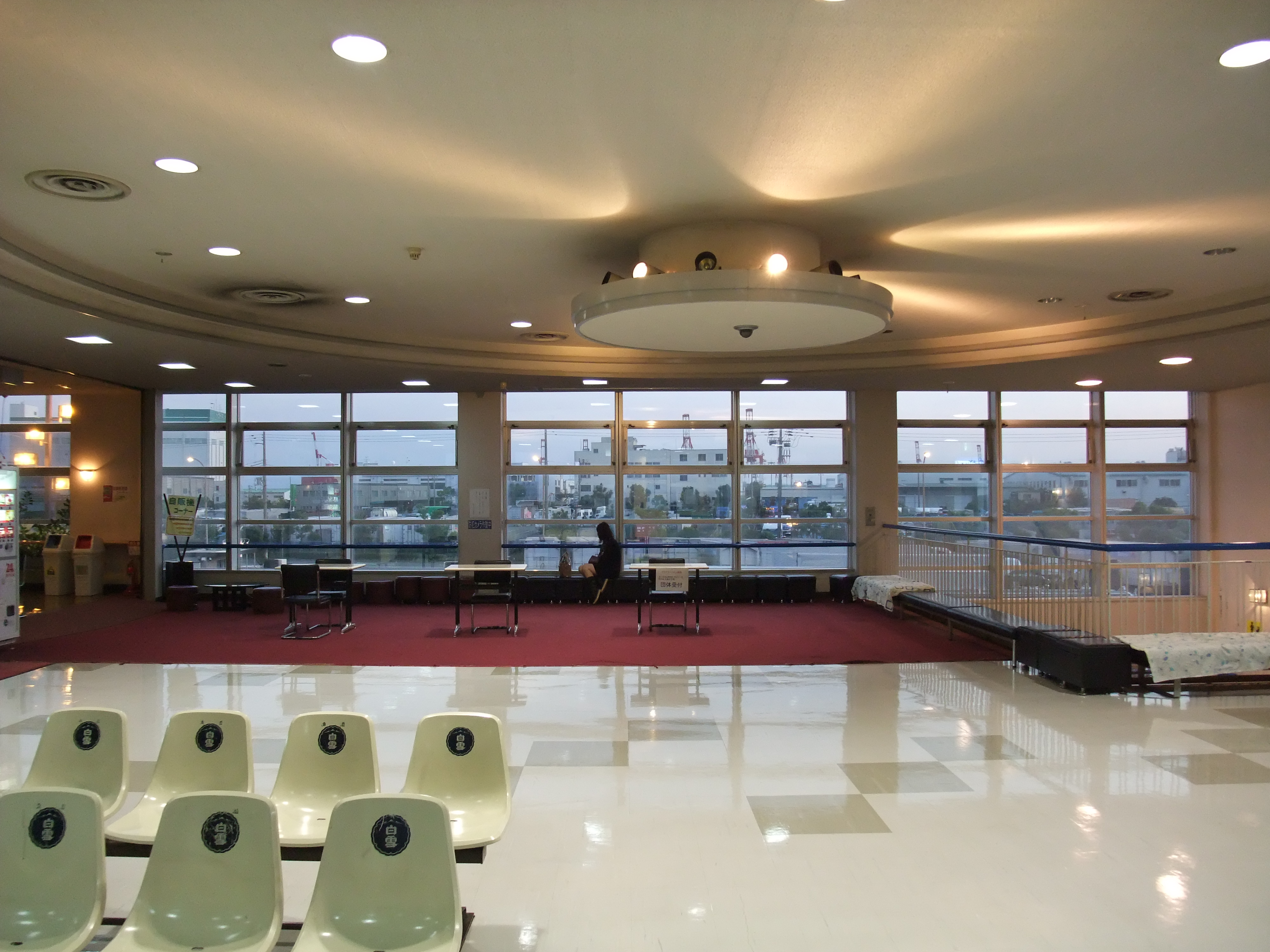
고베 터미널 맞이방

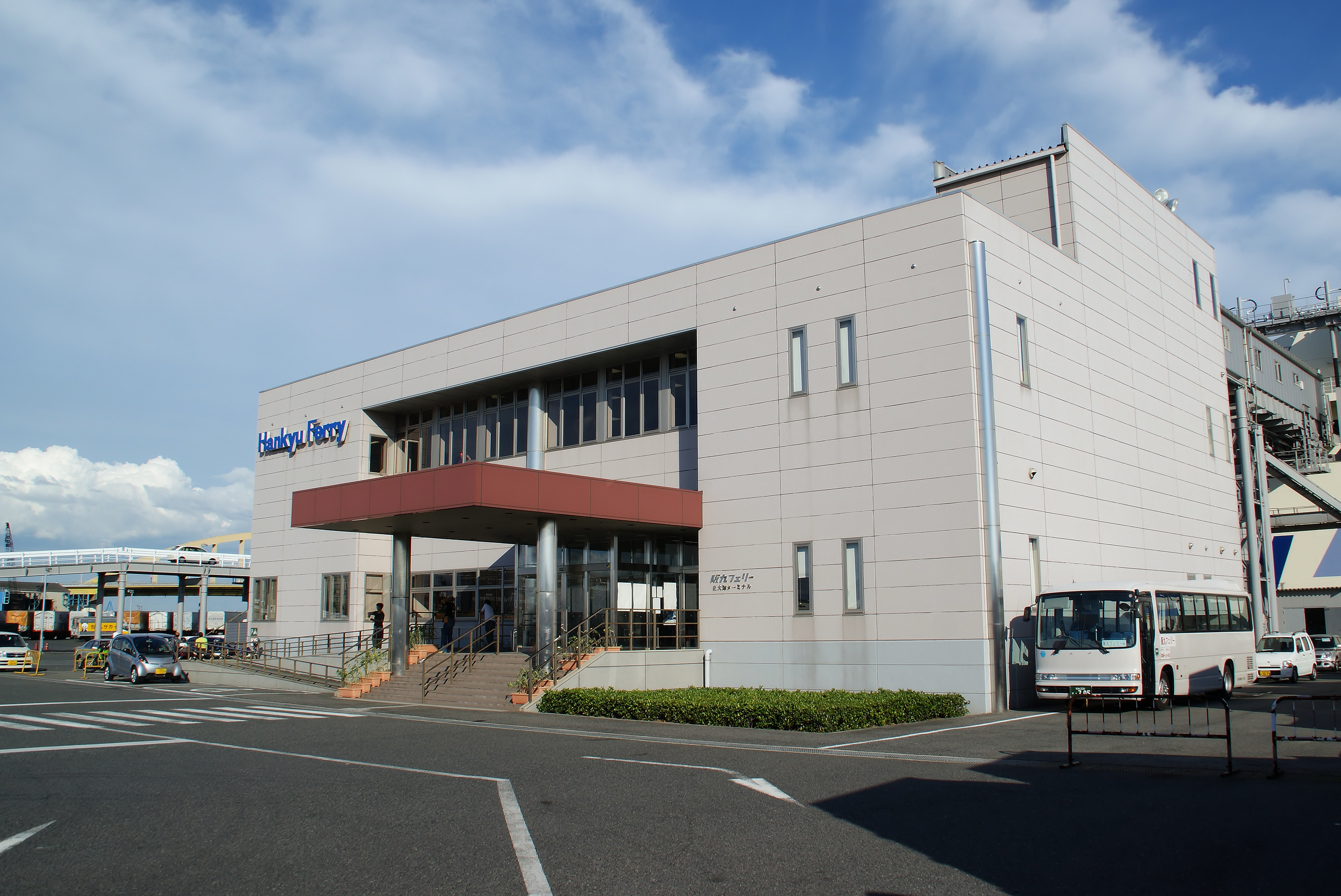
이즈미오쓰 터미널 전경

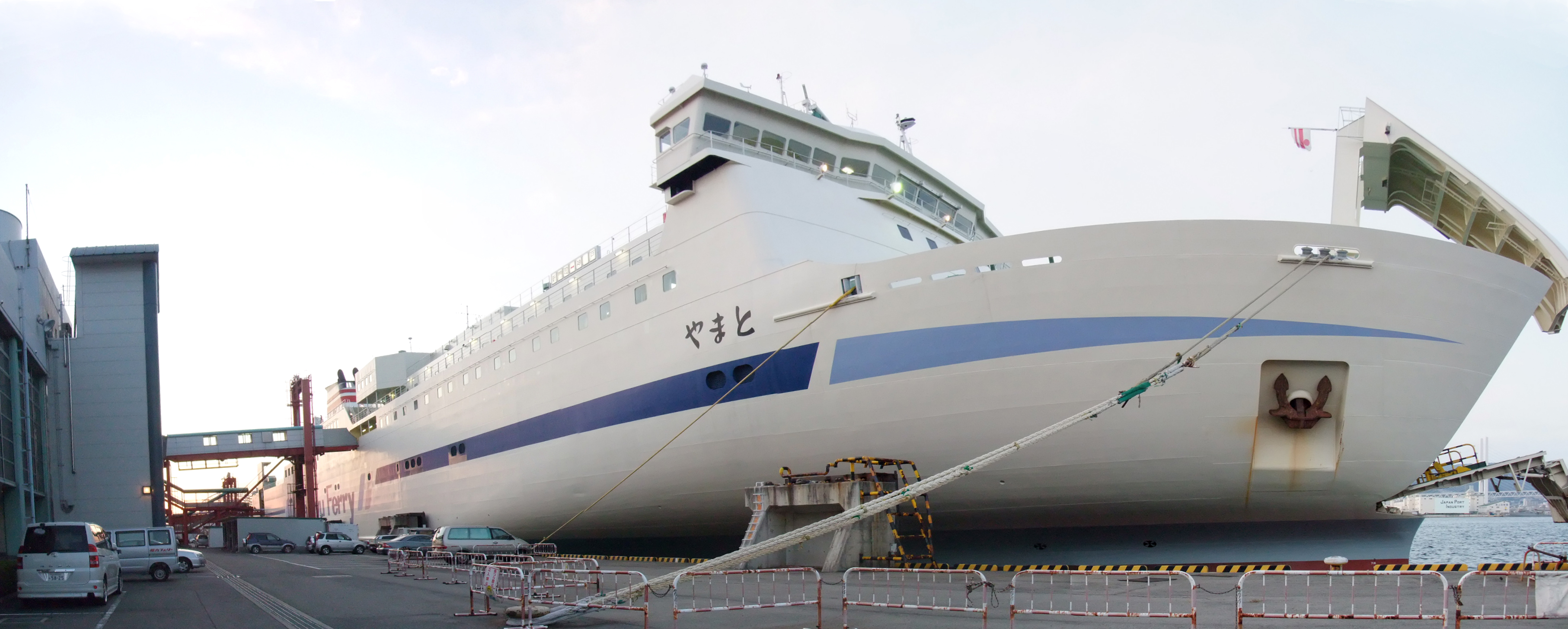
야마토호 (롯코 아일랜드 페리 터미널에 정박하고 있는 상태)

한큐 페리(일본어: 阪九フェリー, Hankyu ferry Co., Ltd.)는 후쿠오카현 기타큐슈시 모지구 신모지에 본사를 직속으로 둔 해운 업체이지만, 시모노세키시를 근거지로 삼게 되는 SHK 라인 그룹의 그룹 계열사이다. 그러나 SHK와는 신니혼카이 페리, 간푸 페리와 당 페리의 머릿글자에서 유래되어 온 것으로 보이게 되었기 때문에, 이와 같이 그룹의 중추 기지를 이루고 있다. 그래서 한신 지구와 기타큐슈를 서로 연결시키는 페리의 항로를 운항하고 있지만, 일본 최초의 초장거리 카페리 운송 업자로 선정되었다. 또한 미도리카이의 회원 기업으로 산와 그룹에 속하고 있다.

## 선박
선박은 과거 운항하다가 퇴역하게 되어 있는 선박 종류가 아닌 현재 운항하고 있는 선박과 2020년 신규 취항 예정 선박에 한하여 서술한다.

### 현재 운항하고 있는 선박
- 야마토 : 2002년 4월 준공, 2003년 3월 27일 취항, 총 13,353톤, 전장 195.0 m, 전폭 26.4 m, 출력 27,400 마력, 항해 속력 23.5 노트 (최대 25.8 노트), 여객 정원 667명. 차량 적재 대수는 트럭 229대, 승용차 138대. 미쓰비시 중공업 시모노세키 조선소에서 건조.
- 쓰시쿠 : 2002년 7월 준공, 2003년 6월 12일 취항, 총 13,353톤, 전장 195.0 m, 전폭 26.4 m, 출력 27,400 마력, 항해 속력 23.5 노트 (최대 25.8 노트), 여객 정원 667명. 차량 적재 대수는 트럭 229대, 승용차 138대. 미쓰비시 중공업 시모노세키 조선소에서 건조.
- 이즈미: 2014년 준공, 2015년 1월 22일 취항, 총 15,897톤, 전장 195.0 m, 전폭 29.6 m, 항해 속력 23.5 노트, 여객 정원 643명. 차량 적재 대수는 트럭 191대, 승용차 184대. 미쓰비시 중공업 시모노세키 조선소에서 건조.
- 히비키 : 2014년 준공, 2015년 4월 21일 취항, 총 15,897톤, 전장 195.0 m, 전폭 29.6 m, 항해 속력 23.5 노트, 여객 정원 643명. 차량 적재 대수는 트럭 191대, 승용차 184대. 미쓰비시 중공업 시모노세키 조선소에서 건조.

### 취항 예정 선박
- 셋쓰 (신) : 2020년 2월 준공 예정, 같은 해 봄쯤에 정식 취항 예정, 대략 총 16,300톤, 전장 약 195m, 전폭 29.6m, 여객 정원 663명, 차량 적재 대수는 트럭 277대, 승용차 188대 등. 현재 미쓰비시 중공업 시모노세키 조선소에서 건조중임.

## 이야깃거리
이 선박 중 과거 보유 선박이 한국 업체로 넘어간 선박이 있다. 대표적인 예로 보면 셋쓰호(ja:フェリーせっつ)라는 옛 페리가 있으나, 이 페리가 1995년부터 일본의 뱃길을 20년 가까이 누볐던 것으로 드러났지만, 해당 선박은 2015년을 시점으로 하여 한국의 한일고속으로 넘어오면서 선박의 이름을 한일 골드 스텔라호(Hanil Gold Stella)라는 이름을 가진 배로 넘어간 것으로 드러나고 있다. 해당 선박의 높이는 27m, 전장 역시 189m에 이르는 것으로 드러나고 있던 것으로 보인다.